# Adlergesellschaft
Die Adlergesellschaft oder auch der Orden des Adlers gehört zu den erloschenen deutschen Ritter-Orden. Der Termin seines Erlöschens ist nicht bekannt.
Gestiftet wurde diese Gesellschaft im Jahr 1433 durch den Kaiser Albrecht III.
Das Ordenszeichen war ein goldener oder silberner Adler mit ausgebreiteten Flügeln, der in den Klauen einen Zettel hielt. Die Devise darauf lautete „Tue recht“.